# Никульское (Тутаевский район)
Никульское — посёлок сельского типа в Тутаевском районе Ярославской области России. Административный центр Чёбаковского сельского поселения.

## История
1 января 2005 года Никульское возглавило образованное в административных границах Чёбаковского сельского округа муниципальное образование Чёбаковское сельское поселение  в соответствии с законом Ярославской области № 65-з от 21 декабря 2004 года.

## Население
| 1859 | 1914 | 2002 | 2007 | 2010 |
| ---- | ---- | ---- | ---- | ---- |
| 57   | ↗58  | ↗627 | ↗689 | ↘656 |

## Инфраструктура
В центральной части поселка несколько панельных трёхэтажных и кирпичных домов и других бетонных сооружений.
Действуют магазин и почта.
В поселке расположен музей «Космос», экспозиция которого посвящена жизненному пути Валентины Терешковой, родившейся в Тутаевском районе, а также достижениям России в деле освоения космоса.

## Транспорт
Из Никульского также ведут прямые дороги на Тутаев (северное направление, расстояние до Тутаева — 23 километра) и на дорогу М 8 (трасса Москва — Ярославль — Вологда), выезд из Никульского в южном направлении, расстояние до дороги М 8 — 13 километров.
Находится на расстоянии 26 километров от центра Ярославля (выезд из города по Магистральной улице) — далее в западном направлении вдоль дороги на Углич.